# Empirisme constructif
En philosophie des sciences, l'empirisme constructif est une forme d'empirisme. Bien qu'il soit parfois qualifié de forme empiriste de structuralisme, son principal défenseur, Bas van Fraassen, a toujours fait la distinction entre les deux points de vue.

## Aperçu
Le philosophe américain Bas van Fraassen est presque seul responsable du développement initial de l'empirisme constructif ; sa présentation historiquement la plus importante apparaît dans son ouvrage The Scientific Image (1980). L'empirisme constructif affirme que les théories scientifiques sont sémantiquement littérales, qu'elles visent à être empiriquement adéquates et que leur acceptation implique, en tant que croyance, uniquement qu'elles sont empiriquement adéquates. Une théorie est empiriquement adéquate si et seulement si tout ce qu’elle dit sur les entités observables est vrai (indépendamment de ce qu’elle dit sur les entités inobservables). Une théorie est sémantiquement littérale si et seulement si le langage de la théorie est interprété de telle manière que les affirmations de la théorie sont vraies ou fausses (par opposition à une lecture instrumentaliste).
L'empirisme constructif est donc une thèse normative, sémantique et épistémologique. Le fait que la science vise à être empiriquement adéquate exprime la composante normative. Le fait que les théories scientifiques soient sémantiquement littérales exprime la composante sémantique. Cette acceptation implique, en tant que croyance, seulement qu'une théorie est empiriquement adéquate et exprime la composante épistémologique.
L'empirisme constructif s'oppose au réalisme scientifique, au positivisme logique (ou empirisme logique) et à l'instrumentalisme. L'empirisme constructif et le réalisme scientifique conviennent que les théories sont sémantiquement littérales, ce que nient le positivisme logique et l'instrumentalisme. L’empirisme constructif, le positivisme logique et l’instrumentalisme s’accordent sur le fait que les théories ne visent pas la vérité sur les inobservables, ce que nie le réalisme scientifique.
L'empirisme constructif a été utilisé pour analyser divers domaines scientifiques, de la physique à la psychologie (en particulier la psychologie computationnelle).